# 秋山留奈
秋山留奈（日语： Akiyama Runa，本名：秋山 照子，1954年4月17日—2014年3月8日），日本女性配音員。出身於東京都中野區。81 Produce最終所屬。身高150cm。A型血。
除了本名之外，以前的藝名是。

## 來歷
秋山留奈小學時的夢想是成為護士，中學時期開始看外國電影，立志成為配音員。崇拜《打擊魔鬼》裡為伊利亞配音的野澤那智。
1973年畢業於櫻美林高等學校。
原本對演員憧憬並學習表演，但是進入東京廣播學院之後轉向朝配音事業發展，從此作為配音員出道。
電視藝人中心20期生。
以前經歷Production baobab。有一段時期是Aksent所屬。
2014年3月8日因缺血性心臟病去世。享年59歲。

## 人物
演過許多身材嬌小的角色。
有一個姊姊。
中學時期屬於話劇社，高中時期因為很想長高，所以加入了籃球社。
興趣、特長：放克、嘻哈、旅行、讀書。

## 繼任
秋山逝世後，以下人員接替了這些角色：
| 繼任     | 角色名 | 概要作品             | 繼任初次擔當作品   |
| -------- | ------ | -------------------- | ------------------ |
| 根本圭子 | 小頑固 | 《吵雜森林的小頑固》 | 2015年10月播出集數 |

## 演出
粗體字表示主要角色。

### 電視動畫
1975年
- 淘氣原始人克姆克姆（日语：わんぱく大昔クムクム）（奇爾奇爾）

1978年
- 魯邦三世 (TV第2系列)（日语：ルパン三世 (TV第2シリーズ)）

1979年
- Z超人（日语：ゼンダマン）（唐哥羅）

1980年
- 怪物小王子 (1980年版)
- 時空巡警隊救助超人（日语：タイムパトロール隊オタスケマン）（小野小町、小花、美帆、瓦爾達、接線員、小恐龍、星野仁美、小坊主、東南未奈美、女性隊員、美人的聲音、泰瑞波特）
- 萬能戰士無比敵（女孩子）

1981年
- 黃金戰士（柯斯摩斯少女）
- 新·根性青蛙
- 忍者哈特利（1981年—1987年，河合夢子）
- 救難小英雄Yattode（小花）

1982年
- 逆轉一發人（日语：逆転イッパツマン）（子子竹破多子）
- 電子神童（學生E）
- 十五少年漂流記（朵露）
- 新蜜蜂瑪雅歷險記（日语：みつばちマーヤの冒険）（瑪雅[13]）
- 飛屋大冒險（日语：トンデラハウスの大冒険）
- 魔法公主 明琪桃子（日语：魔法のプリンセス ミンキーモモ）（玲、西貝露、安、霙）

1983年
- 頂尖超人（日语：イタダキマン）（帕梅拉）
- 青少棒揚威記
- 銀河漂流拜法姆（1983年—1984年，芬琪·艾利沙[14]）
- 超能機甲 高巴里安（皮凱）
- 特裝機兵多爾巴克（梅爾）
- 電腦旅行偵探團（日语：パソコントラベル探偵団）（飛鳥悠）
- 阿福（日语：フクちゃん）（昭夫）
- 喬琪姑娘（日语：ジョージィ!）（拉普、瑪莉亞）

1984年
- 勝利女排（日语：アタッカーYOU!）（葉月薩妮）
- OKAWARI-BOY Starzan S（日语：OKAWARI-BOY スターザンS）（人魚）
- 魔魔法天使奶油麻美（瑪麗安）
- 請多指教跑車郎中（日语：よろしくメカドック）（女孩子、波特茲）

1985年
- 超獸機神斷空我（達妮艾拉、克拉拉）
- 超力機器人 卡拉特（日语：超力ロボ ガラット）（1984年—1985年，女孩子、波茲）
- 嘿！奔奔[15]（小孩）

1986年
- 綠野仙蹤（日语：オズの魔法使い (テレビアニメ)）（金格爾）

1987年
- 城市獵人（莉莉）

1988年
- 超能力魔美（杏子）
- 麵包超人（奶瓶小子〈初代〉、白蛋妹妹〈第2代〉）

1989年
- 寶馬神童（日语：青いブリンク）（溫莫）

1990年
- 美味大挑戰（順子、加州小姐）
- 昆蟲物語 孤兒哈奇 (重製版)（マー坊）
- 魔法天使甜蜜薄荷（諾威露）
- YAWARA！（1990年—1996年，邦子）1系列 + 特別篇1作品
- 黑色推銷員（白川冴子）

1994年
- 人小鬼大特別篇 祭滿滿！（弘子）

1998年
- 銀河漂流拜法姆13（芬琪·艾利沙）
- 名偵探柯南（1998年—2006年，伊東惠）

2001年
- 家有阿貴（阿嬤）

2002年
- Ki Fighter Taerang（日语：キ・ファイターテラン）（奇基亞）

2003年
- 鼻毛真拳（しじみ弟）

2004年
- 阿貴的家族（2004年—2005年，阿嬤）2系列
- 哈姆太郎 哈姆哈姆天堂啾！（雉雞）

### 電影動畫
- 小誠（日语：まことちゃん#アニメ映画）（1980年）
- 忍者哈特利：忍忍忍法繪日記之卷（1982年，河合夢子）
- 忍者哈特利：忍忍故鄉與大作戰之卷（1983年，河合夢子）
- 忍者哈特利+小超人帕門：超能力大戰（日语：忍者ハットリくん+パーマン 超能力ウォーズ）（1984年，河合夢子）
- 忍者哈特利+小超人帕門：忍者怪獸吉波VS奇蹟蛋（日语：忍者ハットリくん+パーマン 忍者怪獣ジッポウVSミラクル卵）（1985年，河合夢子）
- 麵包超人：細菌人大反攻（日语：それいけ!アンパンマン ばいきんまんの逆襲）（1990年，奶瓶小子）
- 麵包超人：麵包超人與愉快的夥伴們「嬰兒超人的大冒險」（日语：それいけ!アンパンマン つみき城のひみつ#それいけ!アンパンマン アンパンマンとゆかいな仲間たち）（1992年，奶瓶小子）

### OVA
- 銀河漂流拜法姆 來自卡特里亞的信（1984年，芬琪·艾利沙[16]）
- 銀河漂流拜法姆 13人齊聚一堂（1984年，芬琪·艾利沙[16]）
- 銀河漂流拜法姆 失蹤的12人（1985年，芬琪·艾利沙[16]、波基）
- 銀河漂流拜法姆 “凱特的記憶”淚水奪回作戰!!（1985年，芬琪·艾利沙[16]）
- 魔法公主 明琪桃子 夢中輪舞（日语：魔法のプリンセス ミンキーモモ）（1985年，玲）
- 夢次元獵人芳朵拉（日语：夢次元ハンターファンドラ）（美女士兵）
- The Humanoid 悲傷星球萊薩莉亞（日语：ザ・ヒューマノイド 哀の惑星レザリア）（1986年，伊格納西亞）
- 沙漠王國的公主（2001年）[17]

### 廣播劇專輯
- 銀河漂流拜法姆 「週五劇場」賈納斯愛的航海日誌…我覺得我是主角了（芬琪·艾利沙）

### 外語配音

#### 電影
- 體熱（英语：Body Heat）（希瑟·克拉夫特）※朝日電視台版。
- 春花秋月未了情（英语：Breezy）（瑪西〈傑米·史密斯·傑克遜〉）※富士電視台版。
- 來來殭屍（殭屍寶貝）

#### 電視影集
- 雞皮疙瘩（英语：Goosebumps (TV series)）（塔拉·韋伯斯特）

#### 動畫
- Les Enquêtes de Prudence Petitpas（法语：Les Enquêtes de Prudence Petitpas）（露易絲）
- 神奇校巴（英语：The Magic School Bus (TV series)）（珍妮特〈初代日語配音〉）
  - 神奇校巴II
- 辛普森家庭（塞西爾、跳繩女孩）

### 人偶劇
- 吵雜森林的小頑固（日语：ざわざわ森のがんこちゃん）（小頑固〈初代〉）
- 布丁布丁物語（日语：プリンプリン物語）（花、博斯沃思的母親）

### 電視節目
- 與媽媽同樂！PIN-PON-PAN（日语：ママとあそぼう!ピンポンパン）（芭比）

### 廣播節目
- 週刊電台Animec（日语：週刊ラジオアニメック）（節目助理）

## 腳註

## 外部連結
- 秋山留奈 （日語）—81 Produce公式官網
- （日語）—WEB THE TELEVISION（日语：ザテレビジョン）
- 秋山留奈 （日語）—oricon
- 秋山留奈 （日語）—oricon
- 秋山留奈 （日語）—MOVIE WALKER PRESS（日语：MOVIE WALKER PRESS）
- 秋山留奈 （日語）—MOVIE WALKER PRESS（日语：MOVIE WALKER PRESS）
- 秋山留奈 （日語）—電影.com（日语：映画.com）
- 秋山留奈 （日語）—allcinema（日语：allcinema）
- 日本電影數據庫（JMDb）上秋山留奈的資料（日語）